# Billy Elliot the Musical
Billy Elliot – musical oparty na filmie z 2000 roku z muzyką Eltona Johna i librettem Lee Halla (autora scenariusza filmu). Opisuje historię brytyjskiego chłopca z górniczego miasta w hrabstwie Durham w północno-wschodniej Anglii, który  pragnie wbrew woli rodziny zostać tancerzem baletowym. Akcja ma miejsce podczas strajku górników w Wielkiej Brytanii w latach osiemdziesiątych XX wieku.
Premiera musicalu miała miejsce w 2005 roku w Victoria Palace Theatre na West Endzie. Doczekał się kilkudziesięciu unikalnych wystawień w kilkunastu językach.

## Historia spektaklu

### Przed premierą
Prapremiera filmu Billy Elliott miała miejsce na  53 festiwalu filmowym w Cannes w roku 2000.  Na seansie był obecny Elton John, który został głęboko poruszony losami głównego bohatera, przypominającymi  mu jego własne dzieciństwo (trudna relacja z ojcem, dążenia artystyczne nierozumiane przez otoczenie, odmienność, homoseksualizm).  Muzyk nawiązał kontakt z reżyserem filmu Stephen Daldrym i jego scenarzystą (Lee Hallem) sugerując napisanie musicalu na kanwie scenariusza i proponując współpracę. Propozycję przyjęto, Daldry podjął się reżyserii, Hall napisał libretto. Scenariusz był również częściowo inspirowany powieścią A.J. Cronina z 1935 The Stars Look Down o górniczym strajku.

### West End

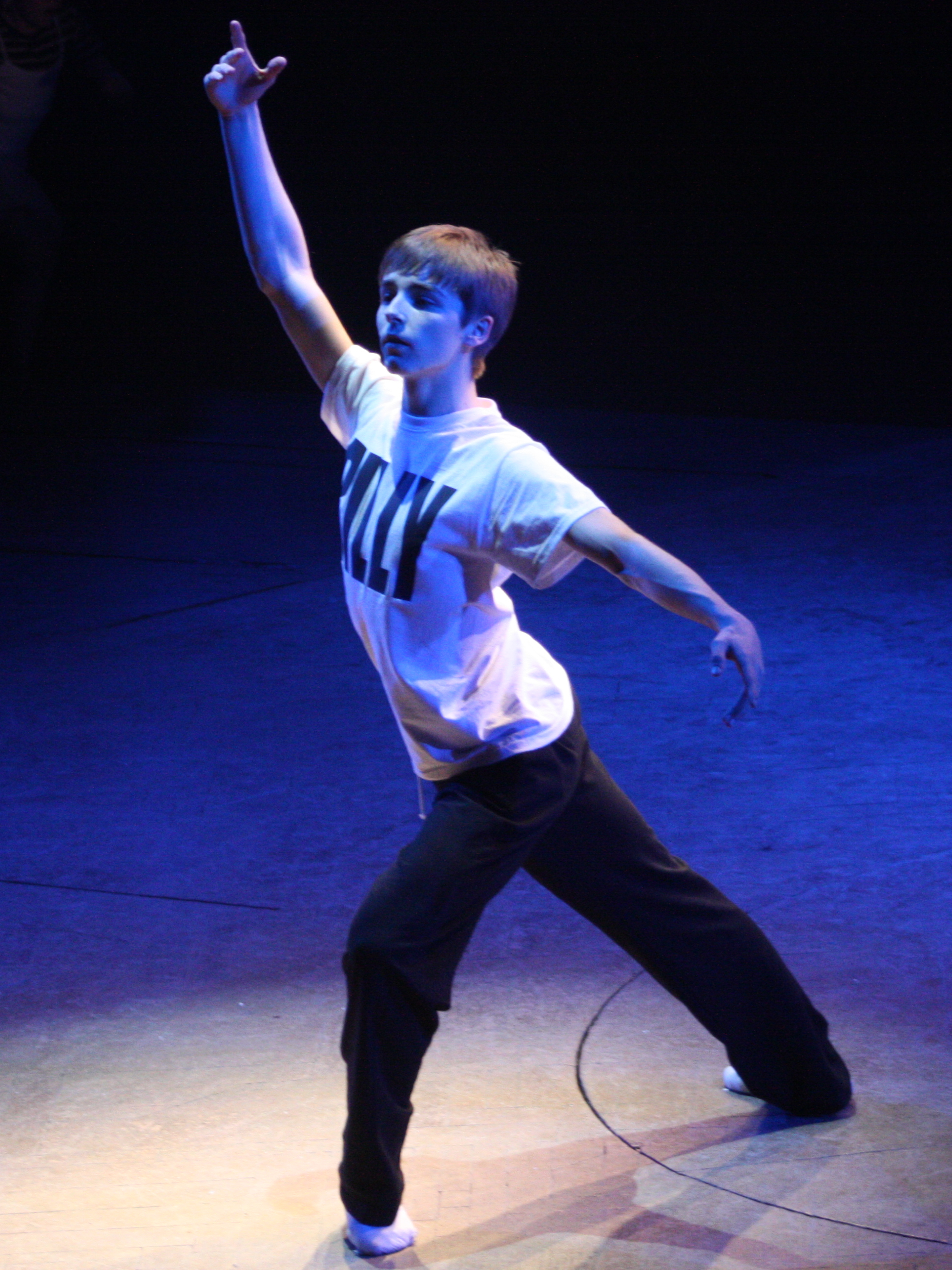
Liam Mower – pierwszy odtwórca roli Billy'ego

Premiera musicalu została zaplanowana w Tyne Theatre w Newcastle upon Tyne na rok 2004, z powodu problemów finansowych operatora Tyne i rosnącego budżetu produkcji została porzucona.
Musical został przeniesiony na West End do Victoria Palace Theatre, gdzie 11 maja 2005 miała miejsce oficjalna premiera (pokazy przedpremierowe trwały od 31 marca).  Ostatni spektakl londyński miał miejsce 9 kwietnia 2016 r. po 4600 przedstawieniach (teatr został zamknięty z powodu remontu). Produkcja kosztowała 5,5 miliona funtów (więcej niż produkcja filmu, która kosztowała 5 milionów). Oryginalną choreografię opracował Peter Darling, w premierowej obsadzie znaleźli się:
- Liam Mower, James Lomas i George Maguire –  jako Billy (zmiennicy)
- Haydn Gwynne –  jako pani Wilkinson
- Tim Healy – jako ojciec Billy'ego.

### Broadway
Premiera na Broadwayu miała miejsce  13 listopada 2008 roku w Imperial Theatre będąc przygotowana przez londyński zespół realizatorów. Główne role odtwarzali:
- David Álvarez, Kiril Kulish, Trent Kowalik – Billy
- Haydn Gwynne jako pani Wilkonson
- Gregory Jbara jako ojciec

Ostatnie, 1312 przedstawienie miało miejsce 8 stycznia 2012.

### Polska
Jedyne polskie wystawienie musicalu miało miejsce w Teatrze Rozrywki w Chorzowie. Premiera miała miejsce 10 kwietnia 2015 roku. Dzieło w przekładzie Michała Wojnarowskiego reżyserował Michał Znaniecki. W obsadzie wystąpili m.in.:
- Beniamin Bracki jako Billy
- Elżbieta Okupska jako pani Wilkinson
- Robert Talarczyk jako ojciec

### Inne produkcje
Australia (2007)
Premiera miała miejsce 13 listopada 2007 w Capitol Theatre w Sydney. W grudniu 2008 została przeniesiona do Sydney, ostatnie przedstawienie miało miejsce 14 czerwca 2009.
Chicago (2010)

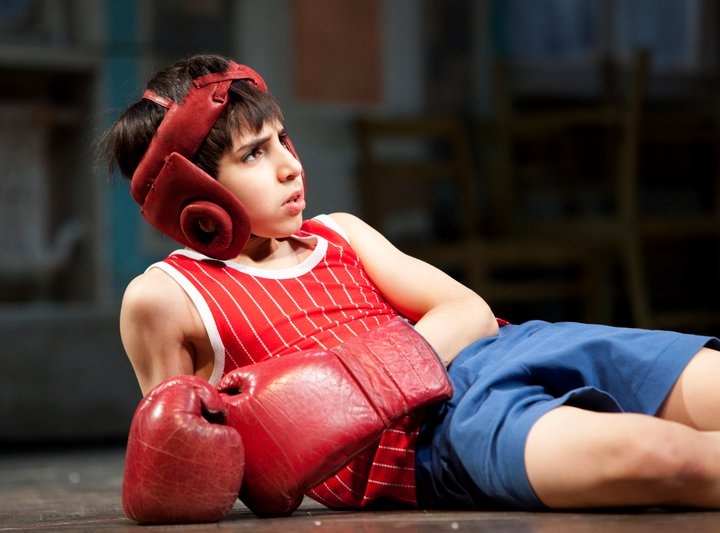
Cesar Corrales w scenie z produkcji w Chicago

Musical został otwarty w Chicago 18 marca 2010 r. Program został zamknięty  w listopadzie 2010 r.
Seul (2010)
Pierwsza nieanglojęzyczna produkcja musicalu została otwarta w Seulu 10 sierpnia 2010 r.  Ta produkcja została zamknięta w dniu 27 lutego 2011 r.
Toronto (2011)
Musical wystawiano od   1 lutego 2011 i był wystawiany łącznie przez 4 miesiące Program został przedłużony ze względu na dużą widownię na dodatkowe trzy miesiące.
Oslo (2014)
Ta produkcja została otwarta w dniu 18 września 2014 r. w Folketeatret w Oslo. Kevin Haugan grał tytułową rolę z Hilde Lyrån jako pani Wilkinson, Nils Ole Oftebro jako Jackie.
Haga (2014)
Billy Elliot miał premierę w Holandii 30 listopada 2014 w AFAS Circustheater w Hadze (Scheveningen). Jako Billy: Tydo Korver, Stijn van der Plas, Svenno van Kleij, Carlos Puts, Jillis Roshanali i Roan Pronk,  Pia Douwes jako Pani Wilkinson, Bas Heerkens jako ojciec.
Kopenhaga (2015)
22 stycznia 2015 roku spektakl miał premierę w Det Ny Teater w Kopenhadze. Jako Billy: Oscar Dietz, Carl-Emil Lohmann i Nicolas Stefan Anker Markovic, Julie Steincke jako pani Wilkinson, Kristian Boland jako ojciec.
Tallinn (2015)
W marcu 2015 roku Billy Elliot miał premierę w Estonii, Tallinie, w sali koncertowej Nordea. W obsadzie aktorka Kaire Vilgats jako Pani Wilkinson i Mait Malmsten jako ojciec Billy'ego.
Rzym (2015)
5 maja 2015 roku Billy Elliot miał premierę we Włoszech w Il Sistina w Rzymie. Jako Billy: Alessandro Frola i Simone Romualdi, Sabrina Marciano jako pani Wilkinson, Luca Biagini jako ojciec.
Szwecja (2016)
Szwedzka premiera  odbyła się w Malmö w Szwecji 13 lutego 2016 r. w operze. Jako Billy Grim Lohman, Oliver Lohk i Jacob Hermansson, Åsa Fång jako pani Wilkinson, Lars Väringer jako ojciec. Produkcja została przeniesiona do Sztokholmu w 2017 roku.
Tel Awiw (2016)
1 czerwca 2016 roku musical miał premierę w Izraelu w teatrze City Hall (Cinema City Gelilot Complex w Tel Aviv). Jako Billy Arnon Herring i Shon Granot-Zilbershtein, Daphna Dekel jako pani Wilkinson, Avi Kushnir jako ojciec. Reżyserem i choreografem był Eldar Groisman. Hebrajske tłumaczenie Eli Bijaoui.
Budapeszt (2016)
Węgierska produkcja musicalu miała premierę w węgierskiej Operze Państwowej w Budapeszcie 29 lipca 2016 w reżyserii Tamása Szirtesa i choreografii Ákos Tihanyi. Produkcja została później przeniesiona do teatru Erkel. W tej inscenizacji rola Michaela została ograniczona a jego homoseksualizm nie jest jasno określony. Mimo to w czerwcu 2018 r. konserwatywna węgierska gazeta Magyar Idők związana z rządem oskarżyła twórców o "muzyczną propagandę gejowską” Sprzedaż biletów spadła w odpowiedzi na artykuł, a kilkanaście spektaklów musiało zostać anulowanych.
Hiszpania (2017)
Premiera hiszpańska miała miejsce w  madryckim Nuevo Teatro Alcalá w dniu 5 października 2017. Jako Billy: Pablo Bravo, Pau Gimeno, Cristian López, Miguel Millán, Oscar Pérez, and Diego Rey, jako Jackie – Carlos Hipólito, z Natalia Millán jako Wilkinson. 22 lutego  2020 miało miejsce dziewięćsetne przedstawienie co czyni madrycką produkcję trzecią pod względem ilości światową produkcję (po londyńskiej i nowojorskiej). 10 marca 2020 odbyło się ostatnie przedstawienie (teatr zamknięto z powodu epidemii COVID-19). W październiku 2020 planowano wznowienie w teatrze Tivoli w Barcelonie.
Tokio (2017)
Premiera miała miejsce w lipcu 2017 w Akasaka ACT Theatre.

## Streszczenie fabuły

### Akt I
W hrabstwie Durham zaczyna się strajk górników  (The Stars Look Down). Jedenastoletni Billy zostaje na sali po treningu bokserskim aby przekazać klucze pani Wilkinson, która prowadzi później z dziewczynkami lekcję baletu. Billy jest zafascynowany tańcem (Shine), ukrywa jednak nową pasję przed rodziną, jedyną osobą go rozumiejącą jest babcia (Grandma's Song). Podczas gdy ojciec (Jackie) i brat (Tony) biorą udział w strajku i starciach z policją Billy w tajemnicy przed rodziną uczestniczy w lekcjach baletu  (Solidarity).
W końcu Jackie odkrywa Billy'ego w klasie baletowej i zabrania mu uczęszczania na lekcje. Pani Wilkinson, dostrzegając potencjał Billy'ego sugeruje, że powinien zostać przesłuchany w Royal Ballet School w Londynie, oferuje mu bezpłatne prywatne lekcje. Billy odwiedza swojego najlepszego przyjaciela Michaela w celu uzyskania porady, znajdując go w sukience. Michael przekonuje Billy'ego, by odrzucając restrykcje społeczne robił to, co daje mu radość (Expressing Yourself).
Na pierwszą prywatną lekcję Billy przynosi rzeczy, które go inspirują, pomiędzy nimi  list od niedawno zmarłej matki (The Letter (Mum's Letter). Pani Wilkinson opracowuje efektowny numer na przesłuchanie (Born to Boogie). Córka pani Wilkinson, Debbie, próbuje zniechęcić Billy'ego do przesłuchania, ponieważ jest w nim zakochana. W dniu przesłuchania w miejscowości trwają zamieszki, ranny jest Tony. Kiedy Billy nie przychodzi na spotkanie, pani Wilkinson idzie do jego domu, ujawniając fakt przygotowań do występu. Rodzina wpada we wściekłość, Tony próbuje ośmieszyć Billy'ego każąc mu tańczyć na stole. Billy wpada w szał (Angry Dance) i zrywa z baletem.

### Akt II
Pół roku później podczas bożonarodzeniowej szopki strajkujący śpiewają szyderczą pieśń o znienawidzonej premier  Margaret Thatcher, życząc jej rychłej śmierci (Merry Christmas, Maggie Thatcher). Ojciec Billy'ego upija się i śpiewa przez łzy starą pieśń ludową, która przywołuje wspomnienia o matce Billy'ego zmarłej 3 lata wcześniej (Deep Into the Ground). Michael wyjawia, że darzy przyjaciela uczuciem, Billy uświadamia mu, że miłość do baletu nie oznacza, że jest gejem. Smutny Michael odchodzi.
Billy zostaje sam, ma ochotę tańczyć po raz pierwszy od dnia przerwanego przesłuchania. Wpadając w trans unosi się w powietrzu tańcząc w parze ze swym dorosłym alter ego do muzyki z Jeziora łabędziego Piotra Czajkowskiego (Swan Lake). Scenę widzi ojciec Jackie, emocjonalnie uświadamia sobie talent syna. Idzie do domu pani Wilkinson, aby ustalić co można zrobić dla przyszłości Billy'ego.  Nauczycielka oferuje pomoc w opłaceniu podróży do Londynu na kolejną przesłuchanie, Jackie odmawia, czując że sam musi zadbać o przyszłość syna.  Decyduje, że jedynym sposobem pomocy jest zostanie łamistrajkiem i powrót do pracy. Kiedy Tony widzi, jak jego ojciec przekracza linię pikiet, wpada w szał (He Could Be A Star). Pieniędzy jest jednak za mało, strajkujący górnicy wrzucają  drobne pieniądze na pokrycie kosztów podróży na przesłuchanie, wciąż nie ma wystarczającej kwoty. Brakującą kwotę dorzuca potraktowany ostracyzmem łamistrajk.
Billy z ojcem przybywają na przesłuchanie do Royal Ballet School. Jackie czeka na zewnątrz, Billy kończy przesłuchanie z uczuciem, że nie spisał się dobrze. Gdy się pakuje swój sprzęt, ponoszą go emocje  i uderza kolegę, który próbował go pocieszyć. Komisja przesłuchań (głosy z offu) karci Billy'ego, dając mu ostatnią szansę prosząc o opisanie co czuje, gdy tańczy. Początkowo zablokowany, Billy uwalnia swoje emocje w układzie wokalno-tanecznym (Electricity).
Po kilku tygodniach Billy otrzymuje od szkoły list, przerażony po jego przeczytaniu informuje rodzinę, że nie został przyjęty. Tony wyciąga list ze śmietnika i odkrywa, że jego brat został przyjęty. Dociera informacja, że strajk upadł. Billy odwiedza panią Wilkinson na lekcji tańca, aby podziękować jej za wszystko, co zrobiła, aby mu pomóc. Debbie jest smutna, że Billy odchodzi.
Billy pakuje swoje rzeczy na wyjazd do szkoły i żegna górników, którzy wracają do pracy zjeżdżając windą pod ziemię (Once We Were Kings). Żegna się w wyobraźni ze swoją zmarłą matką (The Letter (Billy's Reply)). Przełamując czwartą ścianę teatru schodzi ze sceny idąc do  wyjścia. Pojawia się Michael, Billy upuszcza walizkę i biegnie na scenę, aby pocałować Michaela na pożegnanie. Schodzi ponownie ze sceny, zabiera walizkę i wychodzi.
Spektakl  zamyka zaplanowany taneczny bis (Finale), w którym biorą udział wszyscy wykonawcy.

## Utwory
|  | ; Akt I - "The Stars Look Down" – Zespół - "Shine" – baletnice, pani Wilkinson, Billy & pan Braithwaite - "Grandma's Song" – Babcia - "Solidarity" – baletnice, Billy, pani Wilkinson, Górnicy& Policjanci - "Expressing Yourself" – Billy, Michael & Zespół - "The Letter (Mum's Letter)" – pani Wilkinson, Mama i Billy - "Born to Boogie" – pani Wilkinson, Billy, and pan Braithwaite - "Angry Dance" – Billy & Zespół (męski) | Akt II - "Merry Christmas, Maggie Thatcher" – Zespół - "Deep Into the Ground" – Jackie - "Swan Lake" – Billy & Dorosły Billy (taniec) - "He Could Be a Star" – Jackie i Tony - "Electricity" – Billy - "Once We Were Kings" – Zespół - "The Letter (Billy's Reply)" – Mama i Billy - "Finale" – Zespół |

## Główne postaci
Główna oryginalna obsada z: West End, Broadway, przedstawienia na żywo i premiery polskiej.
| Postać          | Oryginalna obsada West End                       | Oryginalna obsada Broadwayu              | Billy Elliot Live Cast | Obsada Chorzów          |
| --------------- | ------------------------------------------------ | ---------------------------------------- | ---------------------- | ----------------------- |
| Billy Elliot    | Liam Mower James Lomas George Maguire            | Kiril Kulish David Álvarez Trent Kowalik | Elliott Hanna          | Beniamin Bracki         |
| pani Wilkinson  | Haydn Gwynne                                     | Haydn Gwynne                             | Ruthie Henshall        | Elżbieta Okupska        |
| Jackie (tata)   | Tim Healy                                        | Gregory Jbara                            | Deka Walmsley          | Robert Talarczyk        |
| Tony (brat)     | Joe Caffrey                                      | Santino Fontana                          | Chris Grahamson        | Piotr Bułka             |
| Babcia          | Ann Emery                                        | Carole Shelley                           | Ann Emery              | Maria Meyer             |
| pan Braithwaite | Steve Elias                                      | Thommie Retter                           | David Muscat           | Radosław Michalik       |
| George (trener) | Trevor Fox                                       | Joel Hatch                               | Howard Crossley        | Bartłomiej Kuciel       |
| Mama            | Stephanie Putson                                 | Leah Hocking                             | Claudia Bradley        | Wioletta Białk          |
| Dorosły Billy   | Issac James                                      | Stephen Hanna                            | Liam Mower             |                         |
| Michael         | Ryan Longbottom Ashley Luke Lloyd Brad Kavanagh  | David Bologna Frank Dolce                | Zach Atkinson          | Krystian Stańczykiewicz |
| Debbie          | Lucy Stephenson Emma Hudson Brooke Havana Bailey | Erin Whyland                             | Demi Lee               | Maja Grabiec            |

## Zapis muzyczny
Oryginalne nagranie obsady londyńskiej zostało wydane na płycie CD w 2005 roku. 75 minutowa płyta CD zawiera wszystkie wyżej wymienione numery muzyczne, z wyjątkiem instrumentalnego Swan Lake. Nieco później wydano dwupłytową wersję „Special Edition” z 3 dodatkowymi utworami w wykonaniu Eltona Johna

## Zapis filmowy
Południowe przedstawienie teatralne w niedzielę 28 września 2014 było transmitowane na żywo w ponad pięciuset kinach w Wielkiej Brytanii i niektórych krajach oraz było retransmitowane 350 razy (12, 15 i 18 listopada). Użyto 12 kamer.  Przedstawienie ukazało się na DVD oraz Blu-ray 24 października 2014. W obsadzie (wymienionej szczegółowo powyżej) znaleźli aktualni odtwórcy ról z jedenastoletnim Elliottem Hanna w roli tytułowej, Ruthie Henshall jako pani Wilkinson i Deka Walmsley w roli Jackiego. Rolę dorosłego Billy’ego w utworze Swan Lake zatańczył pierwszy odtwórca roli Billy'ego – Liam Mower.
Po pierwszym bisie nastąpił drugi, specjalnie przygotowany podczas którego na scenie zatańczyło łącznie 26 odtwórców tytułowej roli – w tym troje z pierwszej obsady i czworo z ostatniej.

## Nagrody i nominacje

### Laurence Olivier Award
Produkcja West End została nominowana do dziewięciu nagród Laurence Olivier w 2006 roku i zdobyła cztery, w tym za Najlepszy Nowy Musical. Trzynastoletni Liam Mower był najmłodszym aktorem, który kiedykolwiek zdobył tę nagrodę.

### Drama Desk Award
W roku 2009 spektakl broadwayowski został nominowany w dziesięciu kategoriach do nagrody, zwyciężając we wszystkich dziesięciu.

### Tony Award
Produkcja broadwayowska była nominowana w tym samym roku w 13 kategoriach do nagrody Tony, zwyciężając w dziewięciu.

### Outer Critics Circle Award
Wyżej wymieniona produkcja była nominowana do nagrody krytyków nowojorskich w dziesięciu kategoriach, zwyciężając w siedmiu.